# Kömür Çukuru, Belen
Kömürçukuru là một xã thuộc huyện Belen, tỉnh Hatay, Thổ Nhĩ Kỳ. Dân số thời điểm năm 2011 là 842 người.